# Canyelles
Canyelles ist eine katalanische Gemeinde mit 5.367 Einwohnern (Stand: 2024) in der Provinz Barcelona im Nordosten Spaniens. Sie liegt in der Comarca Garraf.

## Sehenswürdigkeiten

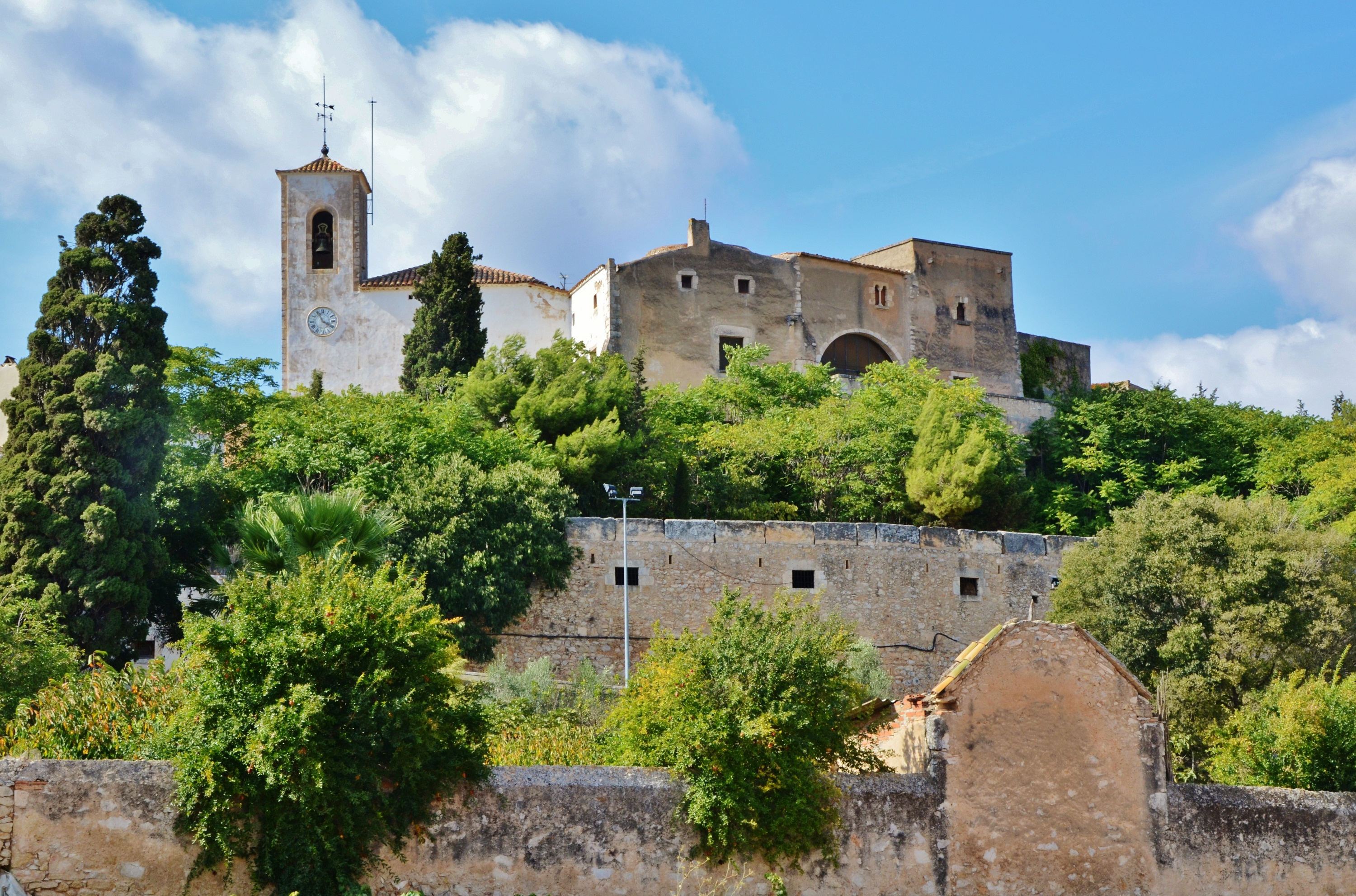
Schloss Canyelles

- Schloss Canyelles aus dem 15. Jahrhundert